# Ducado de Oels
El Ducado de Oels (en alemán: Herzogtum Oels) o Ducado de Oleśnica (en polaco: Księstwo Oleśnickie; en latín: Ducatus Olsnensis) era uno de los ducados de Silesia con su capital en Oleśnica en Baja Silesia, Polonia. Inicialmente gobernado por los Piastas de Silesia, fue adquirido por los Duques de Münsterberg (Ziębice) de la familia Podiebrad desde 1495 y fue heredado por la Casa de Wurtemberg en 1649. Conquistado por Prusia en 1742, fue enfeudado a los duques de Welf de Brunswick-Luneburgo desde 1792 hasta su disolución en 1884.

## Historia

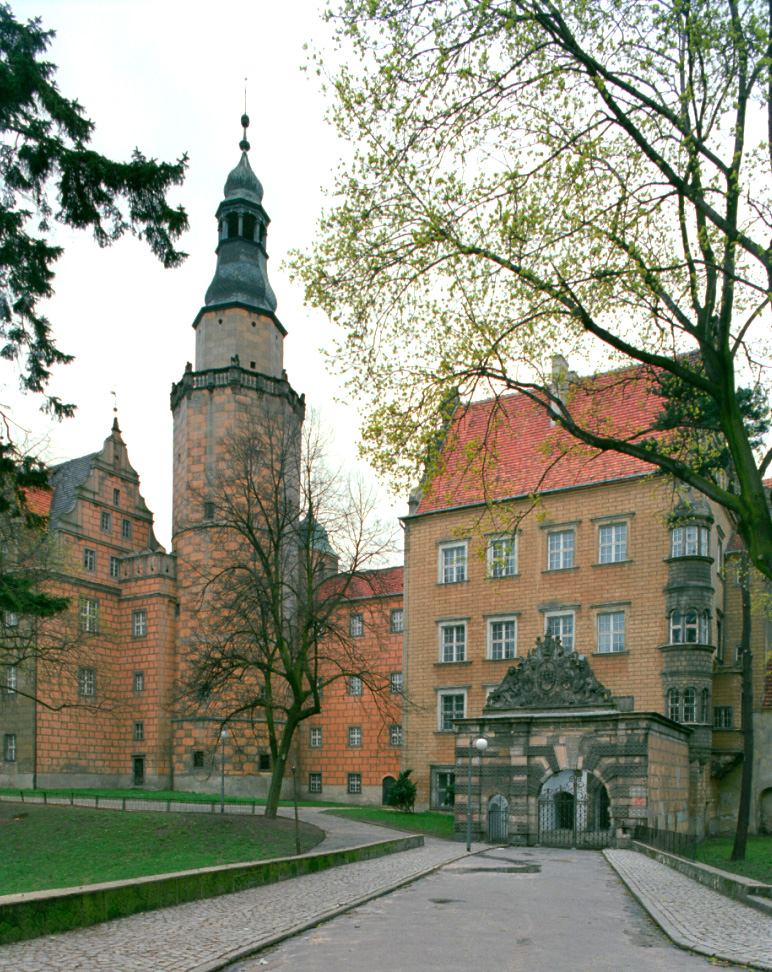
Castillo de Oleśnica.

Inicialmente parte del Ducado de Silesia de los Piastas, la región de Oleśnica pasó a formar parte del Ducado de Glogovia (Głogów) en 1294, tras un conflicto armado entre el Duque Enrique III de Glogovia y su primo Enrique V el Gordo, Duque de Breslavia. Después de la muerte del Duque Enrique III en 1309, ganó significante autonomía durante la división de los territorios de Glogovia y la creación del Ducado de Oleśnica para el hijo de Enrique, Boleslao en 1313, sucedido por su hermano Conrado I en 1321.
Conrado buscó protección frente a las reclamaciones de herencia elevadas por sus primos Piastas y el rey Vladislao I el Breve de Polonia a la Corona de Bohemia y en 1329 juró lealtad al rey Juan de Bohemia de la Casa de Luxemburgo. Con buenos términos con el rey Juan y su hijo, el emperador Carlos IV, el Duque Conrado I pudo adquirir la región de Koźle a la muerte del Duque Boleslao de Bytom en 1355. Su hijo el Duque Conrado II el Gris además adquirió la ciudad de Kąty y la mitad del Ducado de Ścinawa del Duque Enrique VIII el Gorrión. Legó considerables posesiones a su sucesor Conrado III el Viejo en 1403.
Oleśnica permaneció como feudo bohemio, que a partir de 1413 fue gobernado por los hijos del Duque Conrado III. Conrado IV el Viejo adquirió el título de Duque de Bernstadt (Bierutów) y se convirtió en Obispo de Breslavia en 1417, mientras que sus hermanos menores Conrado V Kantner y Conrado VII el Blanco en 1437 alcanzaron a renovar su enfeudamiento por el emperador Segismundo. Los hijos de Conrado V, Conrado IX el Negro y Conrado X el Blanco asumieron el gobierno en 1450 y de nuevo pagaron homenaje al rey de Bohemia Jorge de Podiebrad. Así, después de la extinción de la rama local de los Piastas de Silesia con la muerte del Duque Conrado X en 1492, el Duque Enrique de Münsterberg, hijo del precitado rey Jorge de Podiebrad, reclamó el citado feudo para él y sus descendientes. Sus reclamaciones fueron finalmente reconocidas por el sucesor de Jorge, Vladislao II Jagellón en 1495, después de que los territorios libres de Syców (Groß Wartenberg), Żmigród (Trachenberg), y Milicz (Militsch) hubieran sido segregados.

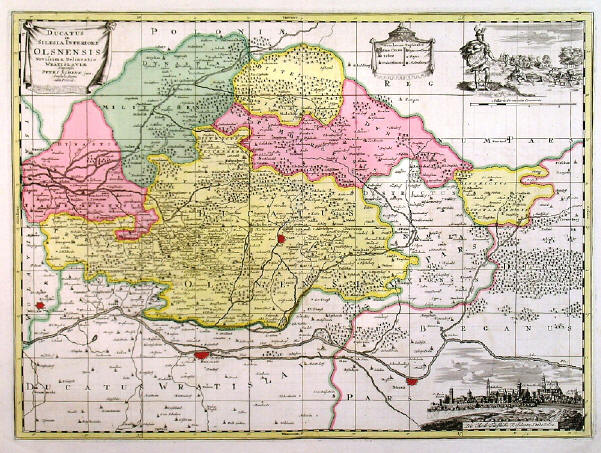
Ducatus in Silesia Inferiore Olsnensis, grabado por Pieter Schenk el Joven, c. 1720.

Cuando la dinastía Podiebrad se extinguió en 1647, el emperador Fernando III de Habsburgo, rey de Bohemia, enfeudó a Silvio I Nimrod de Wutemberg con Oleśnica, ya que había contraído matrimonio con la hija del último duque Podiebrad. El ducado permaneció bajo la Corona de Bohemia hasta que en 1742 fue conquistado por el Reino de Prusia en el curso de las Guerras de Silesia.
Los duques de Wurtemberg permanecieron como terratenientes hasta que en 1792 cuando el ducado fue heredado por Federico Augusto de Brunswick-Luneburgo, hijo del Duque Carlos I de Brunswick-Wolfenbüttel. A partir de 1815 Oleśnica fue gobernado en unión personal con el Ducado de Brunswick hasta su disolución después de la muerte sin descendencia del Duque Guillermo en 1884.